# Eublarginea argentifera
Eublarginea argentifera là một loài bướm đêm trong họ Noctuidae.